# Per Lilliehorn
Per Lilliehorn, född den 20 november 1729, död på sin egendom Kråkerum i Kalmar län den 25 augusti 1798, var en svensk sjömilitär och politiker.

## Biografi
Lilliehorn var son till major Peter Berg, adlad Lilliehorn, och Dorotea Leijoncrona, gift 1760 med friherrinnan Margareta Kristina von Danckwardt. Han började sin offentliga bana som arklimästare vid amiralitetet 1754 och utnämndes samma år till löjtnant. Sedan han sex år därefter blivit befordrad till kaptenlöjtnant, tjänstgjorde han en tid i franska marinen och erhöll kaptensfullmakt 1770. Samtidigt uppträdde han på den politiska vädjobanan och var en av hovpartiets ivrigaste kämpar vid 1771–72 års riksdag. Major 1771 och överstelöjtnant 1773, befordrades han 1777 till överste och kvarstannade i denna grad till 1789. Under Riksdagen 1789 fungerade han som tillförordnad lantmarskalk och sedan som divisionsgeneral i det pågående kriget.
När Gustav III, för genomförandet av sina planer vid 1789 års riksdag, behövde en talman på riddarhuset, på vilken han oinskränkt kunde lita, valde han för denna befattning Lilliehorn. Den ordinarie lantmarskalken greve Lewenhaupt fick en uppmaning att genom en sjukanmälan lämna platsen ledig. Utnämningen väckte förtrytelse i vida kretsar, där man dels höll före att Lilliehorn inte ägde det förtroende inom adeln, som var önskvärt, dels ansåg honom som ett blint verktyg i konungens händer. Riksdagens snara upplösning gjorde att hans ledarförmåga aldrig sattes på verkligt prov.
Längre fram under året deltog han som befälhavande konteramiral i slaget vid Ölands södra udde (1789), där hans division utgjorde arriärgardet. Av någon anledning efterkom han inte hertig Karls order att rycka fram mot fienden utan befallde till och med fyra av sina skepp, som var på väg till hertigens avdelning, att vända och inta sin plats i linjen. Han ställdes härför inför krigsrätt och dömdes att arkebuseras. Enligt domen dömdes han för sitt "grova samt högst skadliga vanvårdande av amiralskap och under loppet av hela slaget fortsatta olydnad och uppstudsighet emot högsta befälet, brott de där antingen av list och arghet, framhärdande motvilja eller okunnigt klenmod och feghet härrört".
Domen mildrades dock till landsflykt. Efter några månaders vistelse utomlands tilläts han att åter inkomma i riket, men erhöll avsked från sina befattningar 1790, och ålades att i tre år vistas utomlands. Han fick återvända hösten 1793, med uttrycklig befallning att inte lämna sin lantegendom.